# First Aid Nursing Yeomanry

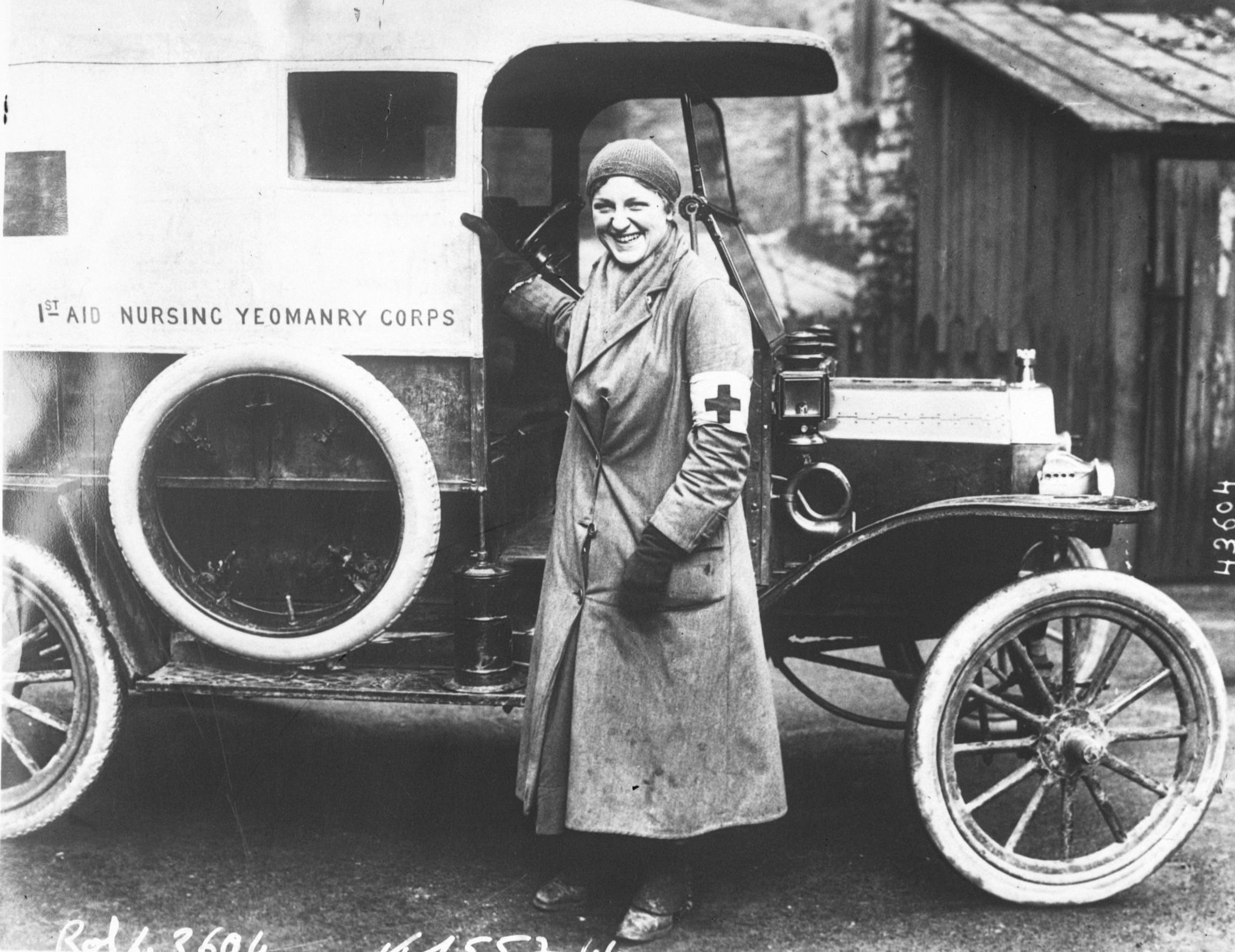
Infirmière posant devant une ambulance du First Aid Nursing Yeomanry Corps en France en 1914

Le corps du First Aid Nursing Yeomanry, en abrégé FANY, est une unité féminine indépendante et une organisation caritative britannique, affiliée à l'Armée territoriale mais n'en faisant pas partie. Le mot yeomanry (cavalerie) se réfère au fait qu'initialement, les femmes qui en étaient membres montaient à cheval.

## Histoire

### Les débuts
Le corps fut créé en 1907. Dès ses débuts, il fut chargé d'assurer la liaison entre les hôpitaux de campagne et les lignes de front dans le cadre des secours d'urgence. Pendant la Première Guerre mondiale, il rendit de grands services grâce à ses convois d'ambulances en France et en Belgique.

### L'entre-deux-guerres
Après la guerre, ses statuts furent révisés. En 1927, le corps fut pour la première fois reconnu par le ministère de la Guerre. Il commença à figurer dans l'annuaire militaire parmi les « organisations féminines » ayant mis leurs services à la disposition de l'armée à la mobilisation. Il changea de rôle, cessant d'être un pourvoyeur de conductrices d'ambulances pour assumer une mission générale de transport, ce qui se refléta dans son changement de nom : en 1937, il devint le Women's Transport Service (FANY).

### Seconde Guerre mondiale
En 1940, le personnel fut incorporé à l'armée dans l'Auxiliary Territorial Service (Service territorial auxiliaire) où il forma les premières compagnies de conductrices. Il subsista un nombre important d'unités du corps, ou unités libres, qui ne faisaient pas légalement partie des forces armées de la Couronne. Celles-ci fournirent, entre autres, toutes sortes de services administratifs et techniques au Special Operations Executive, et notamment du personnel de transmission, y compris du chiffre ; et ce fut dans les « FANY Libres » que les agents féminins s'enrôlèrent pour l'instruction et que furent nommées officiers avant de partir pour la France celles qui n'obtenaient pas de nomination dans la WAAF. Trois d'entre elles, Odette Sansom, Violette Szabo et Noor Inayat Khan, reçurent la George Cross et Nancy Wake la George Medal pour les services rendus.

### Depuis la guerre
Depuis la fin de la guerre, le corps s'est spécialisé en communications, pour l'armée et pour la police de la Cité de Londres. Il est ouvert aux volontaires de 18 à 45 ans qui résident à Londres ou aux environs (par la M25). Elles sont formées aux communications radio, aux métiers paramédicaux, à la lecture de cartes, à la navigation et à l'orientation, au tir, à l'auto-défense, aux techniques de survie, à la conduite avancée et à l'enregistrement documentaire des victimes. Lors des cérémonies officielles, elles portent encore un uniforme similaire à celui du Auxiliary Territorial Service (Service territorial auxiliaire) de la Seconde Guerre mondiale, alors que leur vêtement de travail est semblable à celui de l'armée britannique moderne. Elles ont aussi leur propre système de grades.
En 1999, le First Aid Nursing Yeomanry a été officiellement renommé Princess Royal's Volunteer Corps (Corps des volontaires de la Princesse royale), en abrégé FANY (PRVC). Le sigle originel FANY est conservé pour faciliter l'identification.

## Grades
Le tableau ci-après donne la liste des grades du FANY pendant la Seconde Guerre mondiale et leur correspondance avec les grades de l'armée britannique :
| Grade du FANY      | Grade équivalent dans l'armée britannique |
| Driver             | Private                                   |
| Lance Corporal     | Lance Corporal                            |
| Corporal           | Corporal                                  |
| Sergeant           | Sergeant                                  |
| Warrant Officer II | Warrant Officer II                        |
| Ensign             | Second Lieutenant                         |
| Lieutenant         | Lieutenant                                |
| Captain            | Captain                                   |
| Commander          | Major                                     |
| Staff Commander    | Lieutenant-Colonel                        |
| Commandant         | Colonel                                   |

## Liste du mémorial de l'église Saint-Paul
Le mémorial de l'église Saint-Paul à Knightsbridge (Londres) rend hommage à la mémoire des agents du FANY qui ont donné leur vie pour leur roi et pour leur pays pendant la Seconde Guerre mondiale. Les noms suivants y sont gravés :
- M.W. Anderson
- B.M.Austin
- Y.E.M. Beekman, SOE
- D. Bloch, SOE
- E.M. Boileau
- A. Borrel, SOE
- C.M. Bradford
- M.S. Butler
- M. Byck, SOE
- A. Callisher
- C.E. Clerk-Rattray
- C.D. Crooke
- K. Cross
- M. Damerment, SOE
- B.M. Dickie
- B.E. Ebden
- W. Grey
- M. Heath-Jones
- J. Hildick-Smith
- N. Inayat-Khan, N, SOE
- B. Kentish
- P.H. Le Poer Trench
- C. Lefort, SOE
- V.E. Leigh, SOE
- C.M. Lopresti
- D.M. Manning
- M.L.M. McKenzie-Milligan
- F.F. Moojen
- D. Morgan
- R.E. Nelson
- M.C. Peake
- E.S. E.S. Plewman, SOE
- B.E. Ramsay
- F.L. Rawlins
- L.V. Rolfe, SOE
- D.H. Rowden, SOE
- Y. Rudellat, SOE
- E.G. Sadler
- H.I.P. Salmon
- J. Shepley
- R. Southey
- L.M. Stalker
- E.P. Stanger
- N.C. Stapylton
- B. Swinburne-Hanham
- M. Sykes
- V.R.E. Szabo, SOE
- M.J. Thompson
- B.D. Thomson
- P.C. Woollan